# 36号線 (ベルギー)
ベルギー国鉄36号線（フランス語: Ligne 36、オランダ語: Spoorlijn 36）は、ベルギー王国の首都ブリュッセルのブリュッセル北駅からリエージュ州リエージュのリエージュ＝ギユマン駅に至る区間を結ぶベルギー国鉄の鉄道路線である。

## 概要
全長は99.9kmであり、1866年に全線開業した。2002年には当路線に並行して高速新線（HSL2）が開業し、優等列車はルーヴェン - アンス間では新線を経由するようになった。